# علي المرهون
أبو الفرج علي بن منصور بن علي المرهون (9 فبراير 1916 - 13 يناير 2010) (5 ربيع الآخر 1334 هـ - 27 محرم 1431 هـ) فقيه جعفري وكاتب وشاعر سعودي. ولد في أم الحمام بالقطيف لأسرة معروفة. تلقى دروسه الأولي في الكتاتيب، فتعلم الخط ومقدمات اللغة العربية وحفظ القرآن قبل العشرين من عمره، ثم ذهب إلى النجف لتلقي العلوم الدينية. فتلمذ على علماء عصره، منهم: محسن الحكيم ومحمد باقر الصدر ومحمد حسين كاشف الغطاء ومحمد تقي الجواهري وأبو القاسم الخوئي. ثم رجع إلى وطنه وقام بمهام الدينية والخيرية. كما اهتم بالأدب، ونظم الشعر في سن مبكرة، وعنى أيضاً بجمع وترتيب وتصحيح عدد من الكتب الفقهية والأدبية المخطوطة. بدأ بالكتابة منذ 1947، وله مؤلفات كثيرة، وعدة مجموعات شعرية. توفي عن 93 عامًا ودفن بمقبرة الحباكة.

## سيرته
هو أبو الفرج علي بن منصور بن علي بن محمد بن حسين بن مرهون آل مرهون بن حديد القحطاني نسبًا، الخُطّي القطيفي منشأً. 

ولد في 5 ربيع الثاني 1334/ 9 فبراير 1916 في أم الحمام في القطيف ونشأ على والده الفقيه، ثم تلمذ على عبد الحي المرهون وفرج العمران وحسين القديحي. هاجر إلى النجف بالمملكة العراقية سنة 1354 هـ/ 1935 م لاستكمال دارسته، وتتلمذ على يد مشاهيرها من أبرزهم: كاظم السليم الأحسائي، وقاسم محي الدين النجفي، وإبراهيم المقرم، وعبد الهادي حموزي، وعلي الجشي، وحسن علي المحروس، طاهر البدر، وعبد الكريم الفرج، ومحمد طاهر الخاقاني، وباقر الشخص، ومحمد حسين كاشف الغطاء، وعلي كاشف الغطاء، ومحمد تقي الجواهري، ونصر الله المستنبط، وحسين الحمامي، وإبراهيم الكرباسي، ومحسن الحكيم، وأبو القاسم الخوئي، ومحمد باقر الصدر ومحمد جمال الهاشمي، وحضر على هولاء في الدروس العلمية المختلفة من المقدمات والسطوح والبحث الخارج. ثم رجع إلى القطيف في أواخر شوال 1360/ نوفمبر 1941. بعد ست سنوات قضاها في النجف.

قام بالتدريس في مسقط رأسه، وعمل مرشدًا دينيًا. له الكثير من الأنشطة الخيرية، فأنشء صندوق البر الخيري بالدبابية الذي أصبح فيما بعد نواةً للجمعية الخيرية بالقطيف، وانتخب كأول رئيس فخري للجمعية. مارس الخطابة الدينية لفترة طويلة كما اهتم بالأدب ونظم الشعر في سن مبكرة، وعنى أيضاً بجمع وترتيب وتصحيح عدد من الكتب الفقهية والأدبية.

توفي علي منصور المرهون القطيفي مساء يوم 27 محرم 1431 / 13 يناير 2010 بالمسعودية عن عمر ناهز 97 عاماً وبعد صراع طويل مع المرض،  ودفن بمقبرة الحباكة. ورثاه الكثير، منهم علي السيستاني.

## حياته الشخصية
سكن في منطقة الدبابية مابين عام 1922-1925 تقريباً على أثر زواج والده واستقراره فيها. ثم بعد زواجه سنة 1941 سكن فيها. ثم استقر في الشويكة (حي المسعودية) في أغسطس 1960، بعد أن اشترى أرضاً استحدث عليها داراً لسكنه الجديد بدلاً عن منزله في الدبابية. وكانت له حلقة درس لتعليم الخطابة الحسينية في منزله بالدبابية وعند انتقاله للمسعودية قام بالتدريس في الطابق العلوي من منزله.

## آثاره
له العديد من المؤلفات المطبوعة والمخطوطة، أكثر من 25 منصفًا في مختلف العلوم الإسلامية والأدبية، منها:
- شعراء القطيف من الماضين، 1965
- شعراء القطيف من المعاصرين، 1965
- الروضة الزاهرة في مراثي النبي وعترته الطاهرة، 1946
- تخميس قصيدة الحميري، 1961
- قصص القرآن، 1955
- قصص الأنبياء
- ديوان المرهونيات في رثاء السادات، جزأين
- لقمان الحكيم
- ديوان ابن معتوق
- أعمال الحرمين، 1947
- أعمال شهر رمضان
- الروضة العلية، رثاء الأئمة الأثنى عشر بالعامية
- مغني القراء، ثلاث مجلدات
- مذكرة ابن مرهون
- رحلتي إلى إيران
- آداب الطلاب الدينيين
- الدرة في أحكام الحج والعمرة
- الشواهد العلية في رثاء النبي وآله خير البرطة، 1943
- تقريرات على كفاية الأصول
- له دعوة الحق، 1942
- المسائل الشرعية، 1995
- زاد المسافرين في الأدعية
- أربح التجارات في الأدعية والزيارات
- قصص آيات القرآن

ومن مؤلفات حوله:
- «الشيخ علي المرهون، رائد ووطن»، جعفر بن محمد الشايب، القطيف، 2020 (ردمك 9786030346516)